# 美国田纳西西区联邦地区法院
美国田纳西西区联邦地区法院 （引用时缩写为W.D. Tenn.）是美国94个、田纳西州3个联邦地区法院之一。该法院审理后的案件需上诉至第六巡回法院，专利及《塔克法案》相关的案件需上诉至联邦巡回区法院。